# Adilábád
Adilábád (telugsky ఆదిలాబాదు, urdsky عادل آباد‎, hindsky आदिलाबाद) je město v Telangáně, jednom ze svazových států Indie. K roku 2011 v něm žilo přes 117 tisíc lidí.

## Poloha
Adilábád je správním střediskem stejnojmenného okresu, který je nejsevernějším okresem Telangány a na severu hraničí se sousedící Maháráštrou.

## Dějiny
Jméno města je odvozeno od Adil Šáh, což byla v letech 1490–1686 ší'itská dynastie vládnoucí ve zdejším Bídžápurském sultanátu. Konkrétním panovníkem, po kterém bylo město pojmenováno, byl Mohamed Adil Šáh vládnoucí v letech 1627–1656.

## Obyvatelstvo
Přestože je úředním jazykem telugština, značná část obyvatelstva, převážně ti vyznávající islám, mluví především urdsky. Ve městě je také menšina mluvící maráthsky. Kromě islámu je nejvýznamněji zastoupeným náboženstvím hinduismus.

## Kultura
Adilábád je správním střediskem katolické eparchie adilábádské.